# Trident Studios

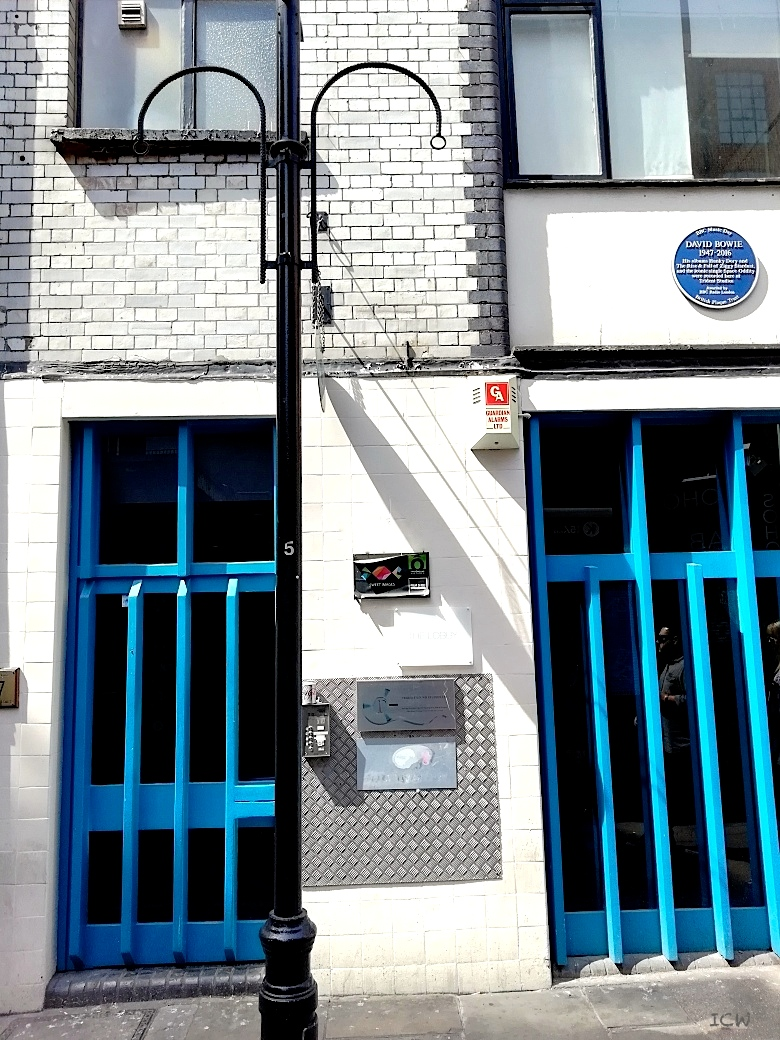
Il palazzo dove si trovavano i Trident Sudios. In alto a destra si può vedere la placca blu dedicata a David Bowie

I Trident Studios sono stati studi di registrazione con sede a Londra, Regno Unito.
Si trovano al 17 di St. Anne's Court, una piccola strada nel quartiere di Soho, a due chilometri ad ovest del centro storico londinese. Sono stati creati nel 1967 dai fratelli Sheffield (Norman e Barry). Il primo singolo registrato negli "Studios" fu My Name's Jack, di Manfred Mann nel marzo 1968.
Quello stesso anno i Beatles utilizzeranno lo studio per registrare Hey Jude e parte del White Album. Tra i dischi più importanti nati ai Trident Studios ci sono The Rise and Fall Of Ziggy Stardust di David Bowie, Transformer di Lou Reed e A Night at the Opera dei Queen.